# NGC 4359
NGC 4359 је спирална галаксија у сазвежђу Береникина коса која се налази на NGC листи објеката дубоког неба.
Деклинација објекта је + 31° 31' 17" а ректасцензија 12h 24m 11,4s. Привидна величина (магнитуда) објекта NGC 4359 износи 13,0 а фотографска магнитуда 13,7. Налази се на удаљености од 17,119 милиона парсека од Сунца. NGC 4359 је још познат и под ознакама UGC 7483, MCG 5-29-79, CGCG 158-99, KUG 1221+317, IRAS 12216+3147, PGC 40330.